# Rasjid Magomedov
Rasjid Magomedov (ryska: Рашид Магомедов), född 14 maj 1984 i Machatjkala, är en rysk MMA-utövare som 2014-2017 tävlade i UFC och sedan 2017 tävlar i PFL.